# Revenge (Eurythmics-Album)
Revenge ist das fünfte offizielle Studioalbum des britischen Pop-Duos Eurythmics. Es erschien Ende Juni 1986 bei RCA Records und erreichte in Deutschland und den USA Gold-Status sowie in Großbritannien Doppel-Platin. Die Singleauskopplung Missionary Man wurde bei der Grammy-Verleihung 1987 als Beste Darbietung eines Duos oder einer Gruppe mit Gesang – Pop ausgezeichnet.

## Entstehung
Die Aufnahmen zum Album fanden im Frühjahr 1986 statt. Die Lieder schrieben Annie Lennox und Dave Stewart innerhalb einer Woche, innerhalb eines weiteren Monats waren die Aufnahmen abgeschlossen. Diese fanden weitestgehend im Studio Grand Armée in Paris statt, lediglich Let's Go wurde von Conny Plank in seinem Studio in Wolperath (Ortsteil von Neunkirchen-Seelscheid bei Köln) aufgenommen. Das Songwriting war überschattet vom Tod von Lennox' Vater, der am 8. April 1986 an Krebs starb. Ihm widmete Annie Lennox die Texte zu Take Your Pain Away und I Remember You. Die Studioaufnahmen sollten so authentisch wie möglich sein und die Eurythmics als Band abbilden. Daher wählten Stewart und Lennox eine Gruppe von Musikern aus, die während der Aufnahmen als Begleitband fungierten. Dazu gehörten der Schlagzeuger Clem Burke, der Keyboarder Patrick Seymour, die Background-Sängerin Joniece Jamison, der Saxophonist Jimmy Zavala und der Bassist John McKenzie. Anders als bei den vorangegangenen Alben studierten die Eurythmics die Lieder gemeinsam mit ihrer Begleitband ein, bevor sie ins Studio gingen. Die Orchesterarrangements stammten von Michael Kamen.

## Musik und Texte
Das erste Stück Missionary Man ist geprägt von einer sakralen Melodieführung und handelt vom Streben nach Geld. Es handelt sich um einen schnellen rockigen Titel im 4/4-Takt. Der zweite Song Thorn in My Side wird als „altmodischer Pop-Song mit Sixties-Feeling in Gesang und Arrangement“ beschrieben. Im Text verarbeitet Lennox die Beziehung zu ihrem früheren Ehemann Radha Raman. Als erste Single des Albums wurde im Mai 1986 When Tomorrow Comes veröffentlicht. The Last Time handelt von einer Liebesbeziehung, die wegen Untreue zu Ende geht. Die Komposition wird von Synthesizern und Gitarren getragen, im Refrain steuert Dave Stewart den Hintergrundgesang bei. Die A-Seite endet mit der Ballade The Miracle of Love, die als Höhepunkt des Albums angesehen werden kann.
Die B-Seite eröffnet mit Let's Go, einem Lied, das in der Tradition der ersten Aufnahmen des Duos mit Conny Plank stehen sollte und daher in dessen Studio in Neunkirchen-Seelscheid-Wolperath (bei Köln) aufgenommen wurde. Bemerkenswert ist der Gesang am Ende des Titels, der mit Effekten versehen ist, wie sie später von der Popband Bros verwendet wurden. Take Your Pain Away ist eines der Lieder, die Annie Lennox ihrem verstorbenen Vater gewidmet hatte. Die schnelle Komposition wird von einer dominanten Basslinie getrieben. Als schwächster Song des Albums beschreibt Lennox' Biograph A Little of You, er sei ein Beispiel für den billigen Pop der 1980er Jahre. Das vorletzte Stück In This Town wurde bei einer Party bei Toningenieur Manu Guiot aufgenommen, im Hintergrund sind Publikumsreaktionen und Partygeräusche zu hören. Das Lied basiert auf einem Def-Leppard-ähnlichen Gitarrenriff. Das Album endet mit I Remember You, mit dem Annie Lennox ihrem Vater Lebewohl sagt. Wie auch das erste Lied des Albums ist es marsch-artig arrangiert.

## Titelliste
1. Missionary Man (Stewart, Lennox) – 4:40
2. Thorn in My Side (Lennox, Stewart) – 4:45
3. When Tomorrow Comes (Stewart, Lennox, Seymour) – 4:28
4. The Last Time (Lennox, Stewart) – 4:10
5. The Miracle of Love (Stewart, Lennox) – 5:04
6. Let's Go (Lennox, Stewart) – 4:08
7. Take Your Pain Away (Stewart, Lennox) – 4:30
8. A Little of You (Lennox, Stewart) – 3:53
9. In This Town (Stewart, Lennox) – 3:44
10. I Remember You (Lennox, Stewart) – 5:00

## Kritiken
William Ruhlmann von Allmusic schreibt, dass sich die Eurythmics mit Revenge vom reinen Synthie-Pop früherer Alben abgewandt und mehr Einflüsse aus der Pop- und Rockmusik der 1960er Jahre verwendet hätten. Er nennt es im Vergleich zu den vorangegangenen Veröffentlichungen eine Enttäuschung, es enthalte nichts, was die Eurythmics nicht schon vorher und besser gemacht hätten. Biba Kopf vom NME charakterisierte das Album als zu kommerziell ausgerichtet, die Musik sei oberflächlich und zu sehr auf Verkaufszahlen ausgerichtet.

## Verkaufszahlen und Auszeichnungen
| Land/Region                  | Auszeichnungen für Musikverkäufe (Land/Region, Auszeichnung, Verkäufe) | Verkäufe  |
| ---------------------------- | ---------------------------------------------------------------------- | --------- |
| Australien (ARIA)            | 4× Platin                                                              | 280.000   |
| Deutschland (BVMI)           | Gold                                                                   | 250.000   |
| Finnland (IFPI)              | Platin                                                                 | 48.885    |
| Italien (FIMI)               | Gold                                                                   | 100.000   |
| Kanada (MC)                  | 2× Platin                                                              | 200.000   |
| Neuseeland (RMNZ)            | 5× Platin                                                              | 100.000   |
| Norwegen (IFPI)              | Platin                                                                 | 100.000   |
| Österreich (IFPI)            | Gold                                                                   | 25.000    |
| Schweiz (IFPI)               | Platin                                                                 | 50.000    |
| Spanien (Promusicae)         | Gold                                                                   | 50.000    |
| Vereinigte Staaten (RIAA)    | Gold                                                                   | 500.000   |
| Vereinigtes Königreich (BPI) | 2× Platin                                                              | 600.000   |
| Insgesamt                    | 5× Gold · 16× Platin ·                                                 | 2.303.885 |

Hauptartikel: Eurythmics/Auszeichnungen für Musikverkäufe